# Movimento Nacional de Libertação do Azauade
O Movimento Nacional de Libertação do Azauade (MNLA, em francês Mouvement national de libération de l'Azawad) é uma organização político-militar que se formou a partir da fusão do Movimento Nacional do Azauade (MNA, francês Mouvement national de l'Azawad) e do Movimento Tuaregue do Norte do Mali (MTNM, em francês Mouvement touareg du Nord-Mali). É uma organização que aglutina os rebeldes tuaregues, protagonista da rebelião tuaregue de 2012 que reivindica a independência da parte norte do Mali, conhecida como Azauade.

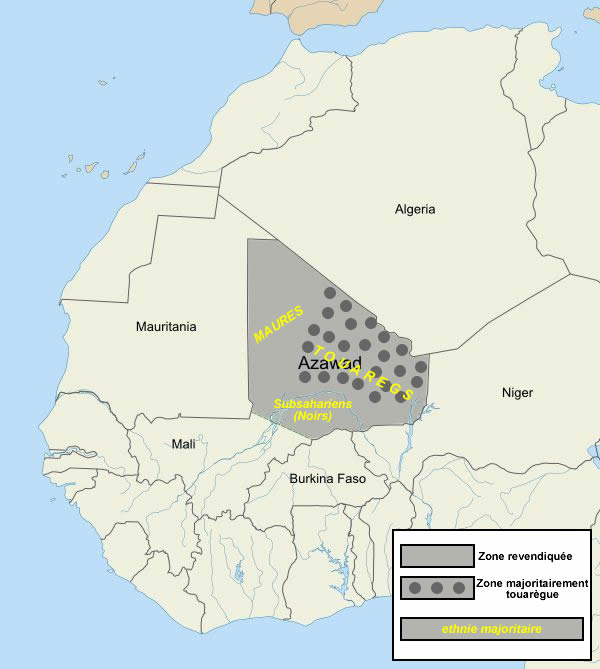
Localização do Azauade, região onde está situada a cidade de Tombuctu.
Cidades do Azauade controladas pelos rebeldes tuaregues.
Bandeira do MNLA